# Tachychlora insignis
Tachychlora insignis är en fjärilsart som beskrevs av Paul Dognin 1923. Tachychlora insignis ingår i släktet Tachychlora och familjen mätare. Inga underarter finns listade i Catalogue of Life.